# Милвоки
Милвоки (енгл. Milwaukee) је главни и највећи град у америчкој савезној држави Висконсин. Број становника по попису из 2010. године је 594.833.

## Демографија
По попису из 2010. године број становника је 594.833, што је 2.141 (-0,4%) становника мање него 2000. године.
|                   | 2010.            | 2000.            |
| Укупно            | 594 833 (100,0%) | 596 974 (100,0%) |
| Афроамериканци    | 237 769 (39,97%) | 222 933 (37,34%) |
| Белци             | 220 219 (37,02%) | 270 989 (45,39%) |
| Хиспаноамериканци | 103 007 (17,32%) | 71 646 (12,00%)  |
| Азијати           | 20 851 (3,505%)  | 17 571 (2,943%)  |
| Остали            | 12 987 (2,183%)  | 13 835 (2,318%)  |

## Партнерски градови
- Милуз
- Тиберијада
- Нуевитас
- Бјалисток
- Омск
- Шверин
- Голвеј
- Маниса
- Ор Јехуда
- Ирпињ
- Крагујевац, град побратим[2]